# Cooper Koch
Cooper Joseph Koch, né le 16 juillet 1996 à Los Angeles, est un acteur américain. Il est connu pour son rôle d'Erik Menéndez dans la série Netflix Monstres : L'histoire de Lyle et Erik Menéndez.

## Biographie
Koch est né à Los Angeles, en Californie, d'un père nommé Billy Koch. Il a un frère jumeau, Payton Koch, qui travaille comme monteur de films, et un deuxième frère nommé Walker, qui est musicien.
Koch a fréquenté la Pace School of Performing Arts à New York, dont il a obtenu son diplôme en mai 2018.
Koch est ouvertement gay,.

## Filmographie

### Cinéma
- 2007 : La Faille (Fracture) : Kid
- 2020 : A New York Christmas Wedding : Azrael Gabison
- 2022 : They/Them : Stu
- 2022 : Swallowed : Benjamin
- 2026 : Artificial de Luca Guadagnino

### Télévision
- 2018 : West 40s : Boy on train
- 2020 : Power Book II: Ghost : Chase
- 2024 : Monstres : L'histoire de Lyle et Erik Menéndez : Erik Menéndez

## Distinctions

### Nominations
- Golden Globes 2025 : Meilleur acteur dans une mini-série ou un téléfilm pour Monstres : L'Histoire de Lyle et Erik Menéndez